# Carlos Mena
Carlos Mena (Avellaneda, Buenos Aires, Argentina; 21 de octubre de 1946) es un actor de cine, teatro y televisión, cantante y director de teatro argentino.

## Carrera
Nacido bajo el nombre de Carlos Alberto Mena en la localidad de Avellaneda,  en el barrio Piñeiro,  específicamente en la calle Oliden. Estudió hasta tercer año la carrera de odontología en La Plata. A los 24 años, en 1972,  viajó a Río de Janeiro, Brasil, donde residió un largo tiempo y trabajó, entre otras cosas, como vendedor de enciclopedias portuguesas y como visitador médico por cuatro años. Allí comenzó su formación en decenas de publicidades para la televisión brasilera. Luego volvió a la argentina y, en la década de 1980, emprendió el camino por la actuación.
Primer actor de reparto, intervino en decenas de tiras, unitarios, comedias y teleteatros como fueron Amo y señor,  Duro como la roca, frágil como el cristal, La viuda blanca con Carmen Sevilla,  La cuñada, Las comedias de Darío Vittori, Vendedoras de Lafayette, Supermingo, Déjate querer, Regalo del cielo,  Manuela, Amándote II, Por siempre mujercitas, Alta comedia, Ricos y famosos, Los herederos del poder, Amor en custodia y Los únicos, entre otros. Dueño de una voz característica tuvo la oportunidad de interpretar tango en dos oportunidades en 1988 en Grandes valores del tango conducido por Silvio Soldán donde cantó los temas Yira, Yira y Bailarín compadrito. Se segunda lengua es el portugués de la que se vio en la versión brasilera de la tira juvenil Chiquititas.
En cine su participación fue más escasa, interviniendo en películas como Correccional de mujeres (1986) en el papel del subdirector; Los taxistas del humor (1987) en el segmento La dama del Rolls;  la comedia Galería del terror (1987) junto con el dúo protagónico Alberto Olmedo-Jorge Porcel; Betibú (2014); y Amor bandido (2021). En la pantalla grande estuvo bajo la dirección de Emilio Vieyra, Vicente Viney, Enrique Carreras, Miguel Cohan y Daniel Andres Werner.
En teatro se destacó en la obra El caso Regina junto a Daniel Lemes y Julieta Zara en el 2019.
Además fue un activista en la lucha contra el bullying tras contar en las redes sociales las burlas que recibió de chico por su apellido. Participó en el Día Internacional de la lucha Contra el Acoso Escolar, luego de que un niño de nombre León le contara su situación similar por la que estaba sufriendo.  Trabajó en el programa que se llamó Programa Nacional contra el Acoso Escolar o Método León, que se implementó en los colegios, disminuyendo así el 70% de los bullying en las escuelas en las que participa. Junto a la docente Claudia Alzogaray y el concejal radical Leonel Chiarella participó en una charla que se realizó en la escuela N° 602 de Venado Tuerto, Provincia de Santa Fe, donde debatieron sobre el tema del acoso escolar infantil.
En el 2018 integró la "lista lila"  junto a Mabel Pesen (candidata a presidenta), Gustavo Bonfigli (vicepresidente), Alfredo Alesandro (protesorero) y María Rosa Fugazot, el cual terminó perdiendo contra "lista celeste y blanca" está conformada por Jorge Marrale, Martín Seefeld, Osvaldo Santoro, María Fiorentino y Pablo Echarri.

## Filmografía
- 2021: Amor bandido.
- 2014: Betibú.
- 1987: Galería del terror.
- 1987: Los taxistas del humor ( en el segmento La dama del Rolls).
- 1986: Correccional de mujeres.

## Televisión[14]
- 2019: Otros pecados como Papá de Florencia. Ep: «La reina de las bodas»
- 2014: Guapas como Dr. Müller.
- 2011: Los únicos como Hernan Corrales.
- 2010: Malparida
- 2009: Niní
- 2005: Amor en custodia.
- 1999: Chiquititas (Brasil) como Luis Méndez
- 1997: Los herederos del poder como Pablo.
- 1997: Ricos y famosos como Alejandro Osorio
- 1995: Leandro Leiva, un soñador
- 1995: Por siempre mujercitas como Padre Juan
- 1994: Alta comedia
- 1993: Déjate querer como Augusto Constanzo
- 1992: Fiesta y bronca de ser joven
- 1991: Manuela como Lorenzo
- 1991: Regalo del cielo
- 1990: Amándote II como Carlos
- 1990: Una voz en el teléfono
- 1989: Las comedias de Darío Vittori como Alan Linares
- 1988: Amándote
- 1988: Sin marido como Natalio
- 1988: Vendedoras de Lafayette como Esteban
- 1988: Grandes valores del tango
- 1987: Supermingo.
- 1987: La cuñada como Dr. Sotomayor.
- 1987: Por siempre amigos como el padre de Ricky Martin
- 1986: La viuda blanca como Octavio
- 1986: Mujer comprada como Donato
- 1985: El infiel
- 1985: Duro como la roca, frágil como el cristal como Miguel
- 1985: Sólo un hombre como Juan.
- 1984: Amo y señor

## Teatro
- 2019: El caso Regina.
- 2019: Una noche a…Mena en Trenel.